# Dobrodošli
Dobrodošli (Montenegrijns voor „Welkom“) is een lied van de Montenegrijnse zangeres Nina Žižić. Met het nummer vertegenwoordigt zij Montenegro op het Eurovisiesongfestival 2025 in Bazel.

## Achtergrond
Žižić nam in november 2024 deel aan de nationale voorronde Montesong, waarin de Montenegrijnse inzending voor het Eurovisiesongfestival werd gekozen. Hoewel ze van de jury de maximale score ontving, eindigde ze met 19 punten slechts als tweede, achter de band NeonoeN.
Kort na de overwinning van de band besloot de Montenegrijnse omroep RTCG echter om Nina Žižić alsnog aan te wijzen als vertegenwoordiger van Montenegro. Reden hiervoor was dat het winnende lied Clickbait al in 2023 was uitgevoerd op een festival in Zabjelo (Podgorica), wat een schending van de Eurovisieregels betekende.

### Compositie en inhoud
De tekst van het lied werd geschreven door Violeta Mihajlovska en Boris Subotić; de muziek werd gecomponeerd door Subotić alleen. De productie was in handen van Darko Dimitrov, die al meerdere inzendingen voor het Eurovisiesongfestival op zijn naam heeft staan. Žižić vertegenwoordigde Montenegro eerder in 2013, samen met de groep Who See.
Volgens Žižić kwam het voorstel voor deelname van Mihajlovska. Het door Subotić gecomponeerde nummer kwam voor haar als een verrassing, omdat ze eerder een dansnummer met minder serieuze inhoud had verwacht. Na kort twijfelen besloot ze toch deel te nemen aan Montesong.
Žižić verklaarde dat het lied gaat over de kracht van vrouwen en een oproep tot empowerment vormt. Dood en wedergeboorte vormen eveneens een belangrijk thema. De tekst is volledig in het Montenegrijns geschreven. Een tweede versie van Dobrodošli, met een nieuw arrangement en achtergrondzangers, is volgens Mihajlovska en Subotić geïnspireerd op James Bond-achtige muziek.

### Release
Het nummer werd op 10 november 2024 als digitale single uitgebracht. Op 10 maart 2025 volgde een herwerkte versie, die ongeveer 20 seconden langer duurt.

### Op het Eurovisiesongfestival
Montenegro neemt met het nummer deel aan het Eurovisiesongfestival 2025. Het land treedt aan in de tweede halve finale op 15 mei 2025, met startpositie 2. Voor het optreden is een aangepaste versie van Dobrodošli aangekondigd.